# Bronz
Bronz is een Britse hardrockband, geformeerd in Bath in het midden van de jaren 1970. De band speelde voornamelijk in het Verenigd Koninkrijk en op de 'vrije festivals' van die tijd. Deze omvatten Stonehenge zowel in 1977 als 1978, na een optreden in Glastonbury in 1976.

## Bezetting
- Carl Matthews[2] (drums)
- Chris Goulstone[3] (gitaar, keyboards)
- Ian Baker[4] (toetsen, zang)
- Max Bacon[5] (zang)
- Paul Webb[6] (basgitaar, zang)
- Shaun Kirkpatrick[7] (gitaar, achtergrondzang)

## Geschiedenis
Na een vroege verbinding met Dave Panton als hun parttime manager in 1980, speelde de band veel voorprogramma's in The Marquee en Music Machine met Angel Witch, More, Diamond Head en Anvil. De band verscheen in 1983, met Chris Goulstone op gitaar en keyboards, Shaun Kirkpatrick op gitaar en achtergrondzang, Clive Deamer op drums en Paul Webb op basgitaar en zang. Ze tekenden bij het onafhankelijke platenlabel Bronze Records. De band nam Taken by Storm op met Ritchie Cordell en Glen Kolotkin, later bij de productie geholpen door Gerry Bron en Mark Dearnly. Ze werden op de Amerikaanse markt gebracht via een koppeling tussen Bronze Records en Island Records. De bezetting, toen gevestigd in Londen, bestond uit ex-Nightwing-zanger Max Bacon, Goulstone, Kirkpatrick, Webb en nieuwe drummer Carl Matthews. In 1998 verscheen het album Unfinished Business met niet-uitgebrachte nummers uit die tijd.
Na het teloorgaan van Bronze Records en de originele bezetting in 1984, na een grote Amerikaanse tournee ter ondersteuning van Ratt, stelde Kirkpatrick een volledig nieuwe bezetting samen genaamd 'Blue Print'. Met producent Max Norman creëerden ze het nieuwe album Carried by the Storm, die werd opgenomen in de opnamestudio's van Roundhouse en Power Plant in Londen. De band bestond toen uit Kirkpatrick (gitaren/Roland-gitaarsynthesizer), Ian Baker (zang), Mickey O'Donoghue (gitaar), Clive Edwards (drums) en Lee Reddings (bas). Gastmuzikanten waren Phil Lanzon, Chris Thompson, Stevie Lange, Gary Barnacle en Charlie McCracken. Tijdens de laatste opname en voltooiing van het album ging het platenlabel onder curatele en tot 2010 bleef Carried by the Storm onuitgebracht. Bronz hervormde kort in 2000, met de bezetting van 1984 met inbegrip van Paul Webb met leadzang en Jake Kirkpatrick op basgitaar. De band speelde een aantal shows samen en in 2003 werd een deal gesloten met Sanctuary Records, met de publicatie van livenummers van hun Amerikaanse tournee in 1984 en wat nieuw materiaal. Dit werd uitgebracht als Bronz Live - Getting Higher.
In 2005 verscheen Bronz met Goulstone, Thomas en de Schotse drummer Windsor McGilvray op de 25e verjaardag van het begin van de New wave of British heavy metal in de Astoria in Londen, samen met Diamond Head en Jaguar. In 2010 en 2011 promootte de bezetting, die het tweede album opnam, de late publicatie van Carried by the Storm. De tournee omvatte het Verenigd Koninkrijk, Europa en de Verenigde Staten. Er werden uitgebreide data voor 2012 ondernomen en het album kreeg lovende kritieken in de muziekpers. De band onder leiding van Kirkpatrick verscheen op het Hard Rock Hell Festival in december 2011, met Max Bacon, de oorspronkelijke zanger van de band van het eerste album, en Paul Webb weer op bas. In juli 2013 overleed gitarist Shaun Kirkpatrick. Destijds werkte de band aan een nieuw album.

## Discografie
- 1984: Taken by Storm
- 1998: Unfinished Business
- 2003: Bronz Live - Getting Higher
- 2010: Carried by the Storm